# Carrigallen
Carrigallen (iriska: Carraig Álainn) är en ort i republiken Irland.   Den ligger i grevskapet County Leitrim och provinsen Connacht, i den norra delen av landet, 120 km nordväst om huvudstaden Dublin. Carrigallen ligger 82 meter över havet och antalet invånare är 384.
Terrängen runt Carrigallen är platt. Runt Carrigallen är det ganska glesbefolkat, med 28 invånare per kvadratkilometer. Närmaste större samhälle är Cavan, 18,7 km öster om Carrigallen. Trakten runt Carrigallen består i huvudsak av gräsmarker.